# AMC Gremlin
AMC Gremlin var en kompaktmodell från American Motors Corporation (AMC) tillverkad 1970-1978. Totalt tillverkades 671 475 Gremlins i USA och Kanada.
Cheferna på American Motors Corporation (AMC) visste att Ford och General Motors skulle lansera varsin kompaktmodell inför 1971. AMC hade inte ekonomin att skapa en helt ny bil för att möta konkurrensen. Designchefen Richard A. Teague kom då fram med lösningen att hugga av AMC Javelin. 1968 visades AMX-GT som designstudie. Man försökte nu möta importen av bränslesnåla modeller från Europa och Japan på den amerikanska marknaden. Gremlin skapades av Bob Nixon som utgick från AMC Hornet och presenterades 1970 - ett halvår innan GM och Ford lanserade sina motsvarande modeller: Chevrolet Vega och Ford Pinto.
Gremlin designades av Richard A. Teague.